# Sale, Greater Manchester
Sale este un oraș în comitatul Greater Manchester, regiunea North West, Anglia. Orașul se află în districtul metropolitan Trafford.